# جوئل لیندپر
جوئل لیندپر (انگلیسی: Joel Lindpere؛ زادهٔ ۵ اکتبر ۱۹۸۱) بازیکن فوتبال اهل استونی است.
از باشگاه‌هایی که در آن بازی کرده‌است می‌توان به باشگاه فوتبال زسکا صوفیه، باشگاه فوتبال نیویورک رد بولز، باشگاه فوتبال فلورا تالین، شیکاگو فایر، باشگاه فوتبال نومه کالیو، باشگاه فوتبال بانیک استراوا، و باشگاه فوتبال نومه کالیو اشاره کرد.
وی همچنین در تیم ملی فوتبال استونی بازی کرده‌است.